# Никольское (Сумская область)
Никольское (укр. Микільське) — село,
Битицкий сельский совет,
Сумский район,
Сумская область,
Украина.
Код КОАТУУ — 5924781504. Население по переписи 2001 года составляло 3 человека.

## Географическое положение
Село Никольское находится в 2,5 км от правого берега реки Псёл,
выше по течению на расстоянии в 7 км расположено село Могрица,
ниже по течению на расстоянии в 4,5 км расположено село Битица,
на противоположном берегу — село Ольшанка.
По селу протекает ручей с запрудой.
Село окружено большим лесным массивом (дуб).